# VASS (empresa)
VASS é uma empresa de soluções digitais presente em 26 países da Europa, América e Ásia, tendo sido fundada em 1999 em Madrid (Espanha). Desde 2020, é detida maioritariamente pela empresa norte-americana One Equity Partners (ONE).

## História
A empresa foi criada em 1999 pelo economista Franciso Javier Latasa, na sua casa de família em Alcobendas, com um capital inicial de 500.000 pesetas (3000 euros). VASS significa "Soluções e Serviços de Valor Acrescentado". O acrónimo foi adotado como nome da empresa a partir do nome do avô do fundador, o escultor de Cádis Juan Luis Vassallo. O logótipo da empresa é a primeira parte da assinatura do artista.
A VASS começou por instalar sistemas SAP que permitiam às empresas gerir os seus recursos humanos, financeiro-contabilísticos, de produção e logísticos. Em 2006, abriu um escritório em Barcelona e, em 2007, outro em Londres. A partir de 2010, expandiu-se internacionalmente para os Estados Unidos, México, Colômbia, Chile, Peru e Amesterdão. No final de 2020, a empresa foi adquirida pela empresa de capital de risco One Equity Partners (OEP), continuando a expandirse através da aquisição de empresas do sector tecnológico e da fundação de novas empresas. Em 2007, a VASS abriu um escritório em Barcelona e, em 2007, outro em Londres. Em 2010, expandiu-se internacionalmente para os Estados Unidos, México, Colômbia, Chile, Peru e Amesterdão.

## Grupo VASS
O ecossistema da empresa abrange áreas como a experiência do cliente, a computação em nuvem, a inteligência artificial, a cibersegurança, a engenharia de software e a banca, entre outras.
Em 2006, a VASS expandiu-se criando a Serbatic, uma empresa de serviços de TIC; em 2008, a Nateevo, uma empresa de marketing digital (anteriormente Montejava e Vass Digital); em 2011, foram criadas novas linhas de negócio: mobilidade empresarial e estratégia digital global, e foram obtidas as certificações ISO/IEC 20000 e ISO/IEC 27001; em 2011, a VASS obteve as certificações ISO/IEC 20000 e ISO/IEC 27001[6]; em 2007, a VASS obteve a certificação ISO/IEC 27001.
Em 2016, a empresa mudou-se para o Parque Empresarial La Moraleja, em Alcobendas. Em 2018 o grupo criou a vdSHOP, uma empresa de fullcommerce.
Na sequência do investimento maioritário da One Equity Partners (OEP), foram adquiridas as empresas CRI Group,Ecenta AG (empresa alemã de tecnologia SAP e de estratégia para os clientes),e Comunitek (sistemas e produtos para a banca grossista e os mercados de capitais),com sede no Luxemburgo, bem como a fundação da T4S Advanced Solutions (consultoria SAP), também fundada pela OEP.
Em 2022, o Grupo VASS adquiriu a One Inside (empresa suíça de tecnologia Adobe), a Movetia (empresa espanhola de serviços digitais para o sector automóvel e financeiro), a Hexagon Data (empresa mexicana de automatização do marketing digital), a Zington (empresa sueca de consultoria em tecnologia digital), a Intelygenz (empresa espanhola de inteligência artificial). Em 2023, a VASS adquiriu a Copilot (empresa de consultoria em software dos EUA),a PSKinetic (empresa britânica de incorporação de IA no sector financeiro),e a Pia Relations (empresa sueca de consultoria em CRM e serviços em nuvem).Em 2023, a VASS adquiriu a Copilot (empresa de consultoria em software dos EUA), a PSKinetic (empresa britânica de incorporação de IA no sector financeiro), e a Pia Relations (empresa sueca de consultoria em CRM e serviços em nuvem).

## Dados comerciais

### Evolução do emprego
A empresa tinha 100 empregados em 2002, cresceu para 500 em 2011, 1.000 em 2014, 2.186 em 2020, 3.410 em 2022 e 4.600 em 2023. A empresa fez parte do ranking das 100 melhores empresas para trabalhar em Espanha em 2005,e assim se manteve até 2023. A empresa foi classificada como uma das 100 melhores empresas para trabalhar em Espanha em 2005, e assim se manteve até 2023.

### Faturação
- 2016 - 82,1 milhões de euros.[19]
- 2018 - 110 milhões de euros.[4]
- 2019 - 135 milhões de euros.[6]
- 2020- 142 milhões de euros.[18]
- 2022- 272,6 milhões de euros.[20]